# Patrick Wimmer
Patrick Wimmer né le 30 mai 2001 à Tulln an der Donau en Autriche, est un footballeur autrichien évoluant au poste d'ailier gauche à VfL Wolfsburg.

## Biographie

### En club
Patrick Wimmer passe par le SV Gaflenz, avant de rejoindre en juillet 2019 le FK Austria Vienne pour un contrat de deux saisons, plus une en option. C'est avec ce club qu'il fait ses débuts en professionnel, le 8 décembre 2019, lors d'une rencontre de championnat contre le Rapid Vienne. Il entre en jeu à la place de Dominik Fitz, et les deux équipes se séparent sur un score nul de deux partout.
Wimmer inscrit son premier but en professionnel le 8 juillet 2020, face au SC Rheindorf Altach. Il est titularisé ce jour-là, et donne la victoire à son équipe en inscrivant le seul but du match.
Le 22 janvier 2021, l'option de prolongation d'une saison est activée, liant le joueur avec l'Austria jusqu'en 2022,.
Le 10 août 2021, Patrick Wimmer rejoint l'Allemagne et le club de l'Arminia Bielefeld, tout juste promu en première division. Il signe un contrat de trois ans, soit jusqu'en juin 2025.
Lors de l'été 2024, Patrick Wimmer rejoint un autre club allemand, le VfL Wolfsburg. Le transfert est annoncé dès le 13 avril 2022, et il signe un contrat courant jusqu'en juin 2027,.

### En sélection
Avec les moins de 19 ans, il est l'auteur d'un doublé le 11 octobre 2019, lors d'une rencontre amicale face au Pays de Galles (victoire 1-3).
Patrick Wimmer est sélectionné pour la première fois avec l'équipe d'Autriche espoirs le 17 novembre 2020, face à Andorre. Il est titulaire au poste d'ailier droit lors de ce match, et se fait remarquer en délivrant une passe décisive pour Marco Grüll, participant ainsi à la victoire de son équipe par quatre buts à zéro. Il se fait remarquer lors de la large victoire de son équipe face à l'Arabie saoudite le 27 mars 2021 en inscrivant ses deux premiers buts avec les espoirs (10-0 score final).
Le 7 juin 2024, il fait partie de la liste des 26 joueurs convoqués par Ralf Rangnick pour disputer l'Euro 2024.

## Statistiques

### En club
Le tableau ci-dessous retrace la carrière de Patrick Wimmer depuis ses débuts :

| Saison                | Club                  | Championnat           | Championnat | Championnat | Coupe(s) nationale(s) | Coupe(s) nationale(s) | Compétition(s) continentale(s) | Compétition(s) continentale(s) | Compétition(s) continentale(s) | Play-offs | Play-offs | Total | Total |
| Saison                | Club                  | Division              | M.          | B.          | M.                    | B.                    | Comp.                          | M.                             | B.                             | M.        | B.        | M.    | B.    |
| 2019-2020             | Austria Vienne        | Bundesliga            | 16          | 0           | -                     | -                     | -                              | -                              | -                              | 3         | 2         | 19    | 2     |
| 2020-2021             | Austria Vienne        | Bundesliga            | 31          | 5           | 4                     | 0                     | -                              | -                              | -                              | 3         | 1         | 38    | 6     |
| Sous-total            | Sous-total            | Sous-total            | 47          | 5           | 4                     | 0                     | -                              | 0                              | 0                              | 6         | 3         | 57    | 8     |
| 2021-2022             | Arminia Bielefeld     | Bundesliga            | 31          | 3           | 1                     | 0                     | -                              | -                              | -                              | -         | -         | 32    | 3     |
| Sous-total            | Sous-total            | Sous-total            | 31          | 3           | 1                     | 0                     | -                              | 0                              | 0                              | 0         | 0         | 32    | 3     |
| 2022-2023             | VfL Wolfsburg         | Bundesliga            | 26          | 4           | 3                     | 0                     | -                              | -                              | -                              | -         | -         | 29    | 4     |
| 2023-2024             | VfL Wolfsburg         | Bundesliga            | 14          | 2           | 1                     | 0                     | -                              | -                              | -                              | -         | -         | 15    | 2     |
| Sous-total            | Sous-total            | Sous-total            | 40          | 6           | 4                     | 0                     | -                              | -                              | -                              | -         | -         | 44    | 6     |
| Total sur la carrière | Total sur la carrière | Total sur la carrière | 118         | 14          | 9                     | 0                     | -                              | 0                              | 0                              | 6         | 3         | 133   | 17    |